# Elidur
Elidur (Elidurus en latin), parfois surnommé « le Bon », est un roi légendaire de l’île de Bretagne (actuelle Grande-Bretagne), dont l’« histoire » est rapportée par Geoffroy de Monmouth dans son Historia regum Britanniae (vers 1135). Il est le troisième fils du roi Morvidus, il monte trois fois sur le trône.

## Le royaume de l’île de Bretagne
Après la guerre de Troie, Énée arrive en Italie, avec son fils Ascagne et devient le maître du royaume des Romains. Son petit-fils Brutus est contraint à l’exil après avoir accidentellement tué son père. Après une longue navigation, Brutus débarque dans l’île de Bretagne, l’occupe et en fait son royaume. Il épouse Innogen dont il a trois fils. À sa mort, le royaume est partagé en trois parties et ses fils lui succèdent : Locrinus reçoit le centre de l’île auquel il donne le nom de « Loegrie », Kamber reçoit la « Cambrie » (actuel pays de Galles) et lui donne son nom, Albanactus hérite de la région du nord et l’appelle « Albanie » (Écosse). À la suite de l’invasion de l’Albanie par les Huns et de la mort d’Albanactus, le royaume est réunifié sous la souveraineté de Locrinus. C’est le début d’une longue liste de souverains.

## Les règnes d’Elidur
Elidur nommé dans Elidir War dans le  Brut y Brenhinedd est le troisième fils du roi Morvidus, ses frères sont Gorbonian, Arthgallo, Ingen, et Peredur.
Il monte une première fois sur le trône du royaume de Bretagne, après la destitution de son frère Arthgallo, qui avait entrepris de s’approprier les richesses des nobles. Ce premier règne dure 5 ans jusqu’à la réconciliation des deux frères. Elidur restitue alors la couronne à Arthgallo, qui règne pendant 10 ans. Ce geste lui vaut d’être surnommé « le Bon ».
À sa mort Elidur remonte sur le trône. Mais Ingen et Peredur, les deux autres frères lèvent une armée et se rebellent contre le roi. Celui-ci est vaincu et fait prisonnier dans une tour de Trinovantum. Les nouveaux rois se partagent le territoire, Ingen prend l’ouest de la Humber et Peredur accapare l’est avec l’Albanie. Ingen meurt sept ans plus tard, Peredur récupère alors la totalité du royaume et « gouverne avec bienveillance et modération ».
Quand Peredur meurt à son tour, Elidur est libéré et remis sur le trône. Un fils de Gorbonian, dont le nom est inconnu, lui succède.

## Sources
- Geoffroy de Monmouth, Histoire des rois de Bretagne, traduit et commenté par Laurence Mathey-Maille, Les Belles lettres, coll. « La Roue à livres », Paris, 2004,  (ISBN 2-251-33917-5).
- (en) Peter Bartrum, A Welsh classical dictionary: people in history and legend up to about A.D. 1000, Aberystwyth, National Library of Wales, 1993 (ISBN 9780907158738), p. 273 ELIDIR WAR. Fictitious king of Britain. (246-1, 231-218, 207-197 B.C.)